# Kuklik zwisły
Kuklik zwisły (Geum rivale) – gatunek rośliny należący do rodziny różowatych. Występuje w rejonie Kaukazu, środkowej Azji, w strefie umiarkowanej Ameryki Północnej. Pospolity w całej Polsce, zarówno na niżu, jak i w górach.

## Morfologia

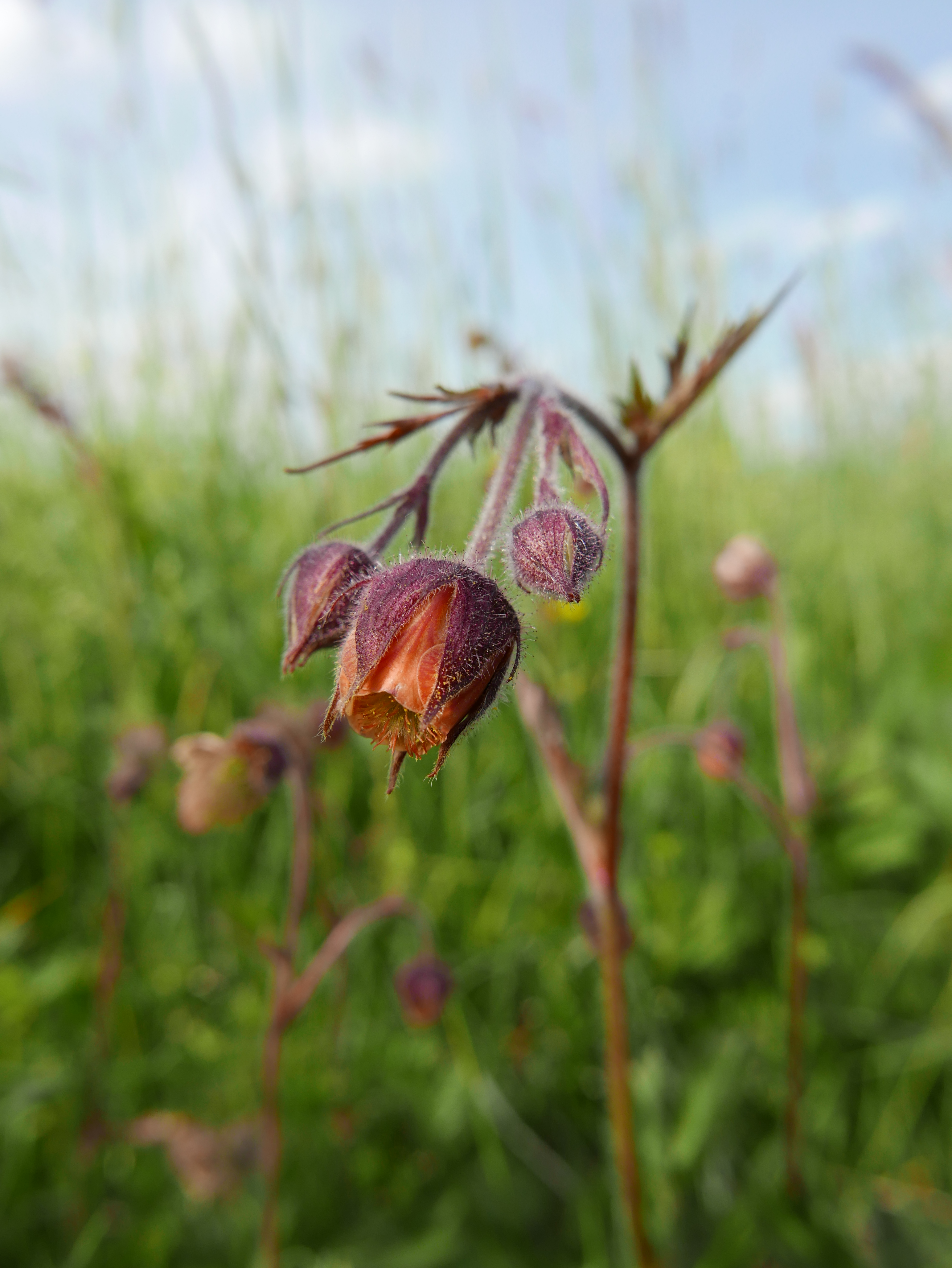
Kuklik zwisły – kwiat

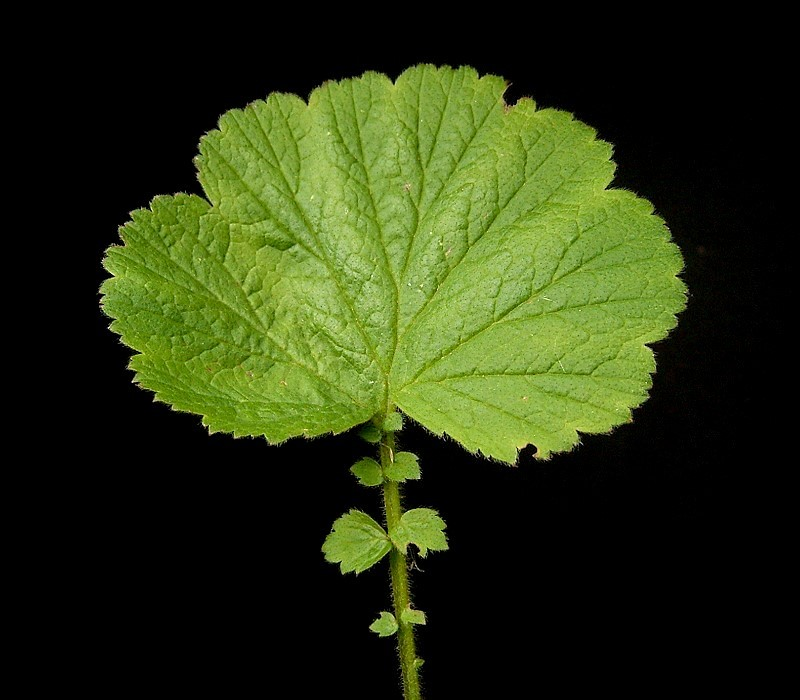
Liść

PokrójWysokość 37–100 cm.
ŁodygaWyprostowana, szorstka, czewonobrunatna, ogruczolona w górnej części. Pod ziemią roślina posiada nierozgałęzione, skośnie rosnące i krótkie kłącze.
LiścieOdziomkowe długoogonkowe, przerywanopierzaste o ząbkowanych odcinkach, górne łodygowe krótkoogonkowe, z drobnymi przylistkami. Szczytowy liść duży, okrągły, trójklapowy.
KwiatyKwiaty czerwonobrunatne na zewnątrz, żółtokremowe wewnątrz, dzwonkowate. Wyrastają na dość długich, cienkich i zwisających szypułkach (stąd polska nazwa gatunkowa rośliny), w czasie owocowania szypułka wyprostowuje się. Płatki korony pięciokrotne (podobnie kielich i kieliszek) szerokie, zawężone w paznokieć, odwrotnie jajowate. Kwiaty posiadają także dodatkowy, złożony z 5 listków kieliszek, który tak jak i kielich jest owłosiony. Wewnątrz kwiatu liczne pręciki i słupki o dwuczłonowych szyjkach.
OwoceNiełupki zakończone hakowato, osadzone na trzoneczku (karpoforze), tworzące główkowaty owoc zbiorowy.

## Biologia i ekologia
Bylina, hemikryptofit. Rośnie pospolicie w lasach, zaroślach, olszynach, na mokrych łąkach, brzegach rzek, strumyków, rowów. W górach rośnie aż po piętro alpejskie. Kwiaty są przedsłupne. Kwitną w maju i czerwcu, zapylane są przez owady.

## Zmienność
Tworzy mieszańce z kuklikiem pospolitym.

## Zastosowanie
Roślina lecznicza, obecnie używana tylko w lecznictwie ludowym. Surowcem zielarskim jest korzeń (Radix Gei rivalis), który zawiera geinę (glikozyd), garbniki, kwasy organiczne i substancje goryczowe. Działa ściągająco, antyseptycznie, przeciwzapalnie.